# گزینش با کمک نشانگر
گزینش با کمک نشانگر یا گزینش نشانگرمحور (به انگلیسی: Marker-assisted selection) یک فرایند گزینش غیرمستقیم است که در آن یک صفت مورد علاقه بر اساس یک نشانگر زیستی (ریخت‌شناسی، بیوشیمیایی یا تغییر در DNA / RNA) مرتبط به یک صفت مورد علاقه (به عنوان مثال بهره‌وری، مقاومت به بیماری، غیرزنده مانند تحمل استرس و کیفیت)، به جای خود این صفت) انتخاب می‌شود. این فرایند به‌طور گسترده برای اصلاح نباتات و زادگیری گزینشی پیشنهاد شده‌است.